# Corvus pumilus
Corvus pumilis — вид викопних круків, субфосильні рештки яких знайдено на Пуерто-Рико й о. Санта-Крус (Американські Віргінські Острови).

## Опис
Голотип — ліктьова кістка завдовжки 68 мм. Про місце існування виду відомо небагато, але він, можливо, вимер після колонізації людьми цих островів. Corvus pumilis на Пуерто-Рико співіснував із Corvus leucognaphalus і, можливо, займав іншу екологічну нішу, як останній, і, можливо, була досить поширеним у низовинах острова.